# GAU-8 Avenger
GAU-8 Avenger är en amerikansk automatkanon i kaliber 30 mm med sju eldrör som fungerar enligt Gatlings princip. Vapnet används i det amerikanska attackflygplanet A-10 Thunderbolt II och det nederländska luftvärnssystemet Goalkeeper.

## Historia
Kanonen började utvecklas av General Electric i juni 1971 som huvudbeväpning på det planerade attackflygplanet A-X. Kanonen blev dock inte färdig i tid vilket gjorde att de båda bidragen till projekt A-X, Northrop YA-9 och Fairchild-Republic YA-10, till en början utrustades med GAU-4 Vulcan i stället. Även en licensbyggd variant av Oerlikon KCA med beteckningen GAU-9 övervägdes.
I februari 1974 kunde man till sist montera kanonen i en A-10 för utvärdering. Över 39 000 granater avfyrades under totalt 60 flygningar på olika höjd, hastighet, dykvinkel och under G-belastning. Vapnet visade sig vara tillförlitligt och relativt träffsäkert, men verkansutvärderingen mot stridsvagnar (både amerikanska M48 Patton och sovjetiska T-62 användes som mål) visade att även om granaterna ofta vållade skador på drivband, sikten osv, så var chansen att helt slå ut en stridsvagn relativt låg.
När vapnet för första gången användes i strid under Kuwaitkriget visade den sig vara mer effektiv än förväntat. Totalt 987 irakiska stridsvagnar slogs ut av eld från GAU-8 kanoner. Orsaken var den effektiva bekämpningen av irakiskt luftförsvar som gjorde att A-10 flygplanen kunde operera på högre höjd och anfalla sina mål i brantare dykvinkel än vad som gjorts under utvärderingen.

## Konstruktion
GAU-8 har sju parallella eldrör monterade i cirkel. Vid eldgivning roterar alla eldrör medurs runt en gemensam axel precis som i den ursprungliga Gatlingkulsprutan. Varje eldrör har ett eget patronläge med slutstycke som öppnas och stängs av kammar när vapnet roterar. Två hydrauliska motorer driver vapnets rotation. Ammunitionssystemet är slutet vilket innebär att alla tomhylsor matas tillbaka in i magasinet.

## Relaterade vapen
- GAU-13 – En pneumatiskt driven lättviktsversion av GAU-8 med fyra eldrör. Används i vapenkapseln GPU-5.
- GAU-12 Equalizer – En nedsakalad variant i kaliber 25 mm med fem eldrör. Används i AV-8B Harrier II, AC-130 samt i stridsfordonet LAV-AD.
  - GAU-22 – En lättviktsversion av GAU-12 med fyra eldrör. Används i F-35 Lightning II.
- Grjazev-Sjipunov GSj-6-30 – Ett liknande vapen med sex eldrör tillverkat i Sovjetunionen. Används i MiG-27 samt i liftvärnssystemet Kortik.